# Cyanocitta
Cyanocitta és un gènere d'ocells de la família dels còrvids (Corvidae).

## Taxonomia
Segons la Classificació del Congrés Ornitològic Internacional (versió 14.2, 2024) aquest gènere està format per dues espècies:
- Gaig nord-americà (Cyanocitta cristata).
- Gaig de Steller (Cyanocitta stelleri).